# サーペント・マウンド
サーペント・マウンド（Serpent Mound）は、アメリカ合衆国オハイオ州アダムズ郡のブルシュ＝クリーク河谷（Brush Creek Valley）の東岸にある蛇の形をした形象墳（effigy mound）である。川からの比高差30mの段丘上にあり、全長は約404m（蛇に見立てた場合のマウンドの全長は約435m）で、墳丘の高さは1mから1.5m、「胴部」の幅は6mに達する。アメリカ合衆国内で最大規模の形象墳と考えられている。

## 起源
サーペント・マウンドの年代や造営者については、考古学者の中でも意見が分かれている。いくつかの合理的な説明が、疑問点を含みつつもなされてきた。それは、アデナ文化(Adena)とフォート・エンシェント文化(Fort Ancient)の担い手によって造られたという説明である。
アデナ文化は、1000B.C.頃 - A.D.100頃にオハイオ州を中心に繁栄した文化で多くの形象墳を築き、現にサーペント・マウンドの周囲にもアデナ期に属する形象墳が分布している。そのため、長い間サーペント・マウンドは、アデナ文化のものと考えられ、そのように写真を載せている概説書もみられる。
しかし、最近の放射性炭素年代測定法によって、サーペント・マウンドの年代は、アデナ期からはずれるという結果が出た。また、サーペント・マウンドからは、他のアデナ期の墳丘墓（burial mound）のようにアデナ期の遺物が確認されていない。このことは、サーペント・マウンドがアデナ文化起源のものではない可能性を示唆するか、他のアデナ文化の墳丘墓と異なった意味をもつことを示唆している。サーペント・マウンドの攪乱されていない部分から採取された木炭片の年代は、放射性炭素年代測定の結果、1070年前後という年代が与えられた。また後述するように1991年に、フレデリック＝ウォード＝パットナムによる発掘調査区の近くを発掘調査して得られた炭化物には、1030年の年代が与えられている。この年代は、当時北米全域で繁栄したミシシッピ文化に属するオハイオ州の地域色をもったフォート・エンシェント文化の担い手である人々の「王国」に属するものであることを示している。ミシシッピ文化の遺跡から発掘される遺物に刻まれる重要なシンボルのひとつにガラガラヘビがあることも、このマウンドが蛇の形をしていることの説明によく合致する。しかしながら、このマウンドがフォート・エンシェントの人々によって築かれたにしては、その特徴に合わない要素もある。というのは、フォート・エンシェントの墳丘墓には、多くの副葬品が見られるが、サーペント・マウンドにはそういった遺物がみられないのである。さらに、フォート・エンシェントは、形象墳に副葬品とともに自分たちの死者を埋葬するという習慣をもっていなかった。

## 築かれた目的
サーペント・マウンドは、第一義的には墳丘墓であるが、通常の墳丘墓にはない重要な意味をもっていたと考えられる。サーペント・マウンドの「頭」は、夏至のときの日没の方向であり、とぐろを巻いている尾の部分は冬至の日の出の方向を向いている。このことは、サーペント・マウンドが天文現象を意識して築かれたことを想起させる。また、放射性炭素年代が示した1070年は、二つの重要な天文現象が起こった年代と合致する。それは、かに星雲ができる契機になった1054年の超新星爆発と1066年のハレー彗星の出現の年代に非常に近いということである。かに星雲を「産ん」だ超新星爆発の閃光は、2週間にわたって昼間でも確認されたという記録がのこっている。また、夜空を蛇のように横切っている彗星を模してこのマウンドを築いたということも大いに考えうる話である。最近の研究では、北米の人々のヘビをあらわす星座がさそり座とちょうど重複する位置にあってそれを模したものではないかという意見が有力になりつつある。

## 発見と研究史
サーペント・マウンドを最初に発見したのは、オハイオ州Chillecocho出身のエフライム＝スクワイヤー（Ephraim Squier）とエドウィン＝デーヴィス（Edwin Davis）であった。彼らは、1846年にこの奇妙なマウンド発見すると、このマウンドがある地域について特に注意深く詳細に記録した。彼らが1848年に『Ancient Monument of Mississippi Valley』を公刊した際には、サーペント・マウンドについての詳細な記述と地図が掲載されていた。
『Ancient Monument of Mississippi Valley』によって、サーペント・マウンドをはじめとする北米のマウンド遺跡は、オハイオ州の住民のみならず北米で多くの人々の関心をひきつけた。とりわけ、サーペント・マウンドに関心をもったのは、ハーバード大学、ピーボディ博物館の学芸員であったフレデリック＝ウォード＝パットナム（Frederich Ward Putnam）であった。1885年、彼は、北米各地のマウンド遺跡をたずね、それらの遺跡が耕作によって徐々に破壊されていっているのをみた。そこで、彼は、1886年、ボストンで個人的に基金をつくって、募金を募った。そして1887年、サーペント・マウンドのある土地を購入し、その土地は、ピーボディ博物館の管理下に置かれることになった。パットナムは、1887～89年の3年間にわたり、サーペント・マウンドとその近くにある円錐形のマウンドの内容と埋葬形態を明らかにするために発掘調査を行った。調査が終了すると、調査成果に基づいてサーペント・マウンドを復元した。
このようなパットナムの努力が認められて、1888年、考古遺跡の保存についてのアメリカ最初の州法がオハイオ州の議会を通過した。1900年には、ハーバード大学から「オハイオ州歴史協会」にサーペント・マウンドの管理が委譲され、オハイオ州の最初の州立史跡となった。パットナムによるサーペント・マウンドの保存運動は、アメリカ国内において考古遺跡について国立、州立史跡を公園として整備する道すじをつけることになった。